# Терське місто
Терське місто, Терка, Терки (першопоч. Тюменський острог, в фіналі існування Терський редут, іноді в пізніх джерелах Терек) — російське поселення-фортеця на Північному Кавказі у XVI—XVIII століттях. Спочатку було зведено в гирлі Сунжи на землях Тюменського ханства, кілька разів зносилося, відновлювалося і переносилося. Як місто сформувалося в дельті Терека на зниклій нині річці Тюменці — територія сучасного північно-східного Дагестану (Кизлярський район, лівобережжя русла Старого Терека на північний схід від Кизляра).
Терське місто було оплотом експансії Московського царства на Північному Кавказі та Західному Прикаспії, його місце розташування робило його важливим військово-стратегічним пунктом на південних околицях країни. Адміністративно воно відносилося до Астраханського краю, мало свого воєводу, який, в свою чергу, підпорядковувався астраханському воєводі. У період розквіту (XVII століття — перші роки XVIII століття) місто було другим за величиною і значимістю в краї після Астрахані, адже сюди сходилася значна кількість торгових шляхів. Утворена в 1602 році на цих землях православна єпархія іменувалася до 1723 року «Астраханською та Терською». У перші роки XVIII століття успішний розвиток Терського міста було перервано в результаті набігу Малих ногаїв (старорус. «Кубанських татар») і подальших урядових заходів. Місто перетворилося на суто військове поселення, яке незабаром було залишено.

## Історія
Гребенські козаки та Терський острог.
Російський генерал-лейтенант і військовий історик В. А. Потто, у своїй праці «Кавказька війна», наводить переказ про старих гребенських козаків, які приїздили в Москву і були допущені до царя Івана Грозного, який умовляв їх жити в мирі та обіцяв «пожалувати Тереком». Також історик повідомляє, що Терський острог в гирлі Сунжи нібито був переданий Іваном Грозним гребінцям, і цар наказав їм «служити свою службу державну і берегти свою вотчину кабардинську» .
У XVI столітті Московське царство захопило Астраханське ханство і продовжило свою експансію далі на Північний Кавказ. Тут одним з основних геополітичних противників Москви стала Османська імперія зі своїм васалом — Кримським ханством. Після ірано-турецької війни 1514—1555 років Блискуча Порта мала в Західному Прикаспії союзника — Тарковське шамхальство, через яке вона намагалася посилити свій вплив в регіоні. У конфлікті шамхала з Кабардою (в старорус. джерелах «Черкаська земля») уряд царя Івана IV почав активно підтримувати кабардинців (в старорус. джерелах «п'ятигорських черкас»), які періодично страждали від набігів кримських татар, що сприяло їх союзу з росіянами. Крім інших причин, завдяки цьому союзу через кабардинську територію Москва здійснювала контакти зі своїм новим союзником — єдиновірноюГрузією.

### У гирлі Сунжи
У період експансії росіян на Північний Кавказ Кабарда не була однорідним державним утворенням, й Івану IV довелося втрутитися в її внутрішні справи, щоб забезпечити тут владу одного правителя — Москва посприяла партії князь-валія Темрюка Ідаровіча. У грудні 1566 року він, через свого сина Матлова/Мазлова, відправленого посланцем до Москви, просить поставити російського царя фортецю «на Тереку річці … [в гирлі Сунжи]» для охорони «від недругів його» .

#### Терки 1
Навесні 1567 року з Москви на Північний Кавказ відправляються воєводи, послані для «городової справи» — князь А. С. Бабичев і П. Протасьєв. Йшли вони на судах по Волзі «з багатьма людьми». У цьому ж році на Тереку, в районі впадання в нього річки Сунжи, московськими військами був побудований острог. За кримськими свідченнями, російським урядом було надіслано людей «тисячі дві-три». Встановлення тісних зв'язків між Московським царством та Кабардою, а також спорудження першим міста на Північному Кавказі, ймовірно, змусили Тарковське шамхальство шукати з ними союзу, і в цьому ж році від шамхала було надіслано посольство в Москву «з великими поминки [подарунками]», у числі яких був живий слон. Тюменський князь Токлуй повідомляв в Крим, ніби шамхал бив чолом Івану Грозному, «що хоче бути в його волі».
10 лютого 1571 року за рішенням боярської думи з Москви до османського султана Селіма II був відправлений гонець А. Іщеїн-Кузьминський. Віз він грамоту царя Івана IV, в якій той писав, що показав «братської любові прапор», велів знести місто «з Терека річки з Кабардинській землі», вивести з нього людей в Астрахань і «відімкнути дорогу» «всяким приїжджим людям». Але не встиг ще гонець дістатися до Константинополя, як ситуація кардинально змінилася — кримський хан Девлет I Герай здійснив свій знаменитий похід, що закінчився спаленням Москви. Після цього Іван IV був уже формально згоден на здачу Астрахані, однак, оговтавшись від поразки, почав вести переговори про те, щоб хан «прохання про Казань та Астрахань залишив». Блискуча перемога Московського царства у 1572 році в битві при Молодях знову змінила політичну ситуацію вже на їх користь.
У 1571 чи 1572 роках, незважаючи на перемогу в битві при Молодях, Терський острог був залишений під тиском Османської імперії. Однак ситуація від цього не змінилася — на місці Терського острогу продовжували селитися козаки. За повідомленням історика В. А. Потто, «… місце, де вона стояла [Терська фортеця], продовжувало слугувати постійним притоном бродяг і молодців, які оселялися тут без відома царя і займалися розбоями. Згодом вони випросили собі прощення Івана Грозного і, приєднавшись до Терського війська, зобов'язалися охороняти наші прикордонні володіння».

#### Терки 2
Навесні 1578 року в Москву з Кабарди знову прибуло велике посольство, яке очолював брат Темрюка Ідаровича — князь-валій Камбулат Ідаровіч (Черкаський), також приїхали Казий Пшеапшоков (Кайтукін та Созоруко Тапсоруков (Таусалтанов). Вони били чолом від всіх кабардинців та прохали поставити місто «на Тереці річці, на усть Сунци-річки [тобто в гирлі Сунжи]», для оборони «від кримського царя та від інших недругів їх». Після прийняття присяги від послів Камбулату Ідаровичу була видана жалувана грамота, а в Кабарду відправлений воєводою Л. З. Новосильцев «з багатьма людьми і з вогненним боєм» і з теслями. Згідно з сучасними дослідженнями, в тому ж 1578 році острог було знову відтворено. У «Хроніках гвардійських козацьких частин поміщених в книзі Імператорської гвардії» 1912 року, повідомляється інша дата заснування цього поселення-фортеці — 1577 рік. Саме до останньої дати було приурочено старшинство Терського козачого війська.
Під час ірано-турецької війни 1578—1590 років через Терек проходив на Ширван кримський калга Аділь Ґерай, який змушений був просити у Л. З. Новосильцева дороги, щоб «Сеунчу річку [тобто Сунжу] від терських козаків перелізти здорово» .
У 1579 році острог знову було знову залишено. У наступні роки острог в гирлі Сунжи будувався Московським царством ще кілька разів, але після перенесення Терків у дельту річки Терек тутешній острог прийнято називати «Сунженським».

### У дельті Терека

#### Терки 3
У 1588 році, в період правління царя Федора I Івановича, в дельті Терека на його протоці річці Тюменці, Московським царством був заснований новий острог, що став згодом містом. Однією з причин будівництва історики називають звернення, які московські правителі отримували від князів Кабарди та Грузії. Останні шукали у перших захисту від Туреччини . У відомих сучасній науці джерелах є дві версії заснування Терків 3. У російського дослідника Ф. І. Соймонова, в «Описі Каспійського моря», згадуються відразу обидві версії — спочатку варіант з перейменуванням прикаспійського міста Тюмені, а нижче він повідомляє, що після завоювання Російською державою Астраханського ханства місто Тюмень було заселено підданими Московського царства, а «… за річкою навпроти міста [Тюмені] побудували нове місто, Терки назване». Можлива сучасна локалізація — урочище Тристінний Вал у 2,5 км на північний захід від кутану колгоспу ім. М. Гаджиєва.

#### Терки 4
У 1669 році через «потоплення міста морською водою» Терки були перенесені на іншу ділянку дельти Терека, неподалік від старого місця розташування  . У 1708 році в результаті несподіваного набігу ногайців Малої Орди (в російських джерелах «кубанські татари») Терки були розграбовані та спалені. Під час цього нападу місту було завдано величезної шкоди, після якої воно вже не змогло відновитися.

#### Терки 5
За Петра І велика частина гарнізону і жителів міста була переведена в інші новозбудовані російські фортеці, а саме місто було перероблене в невеликий редут на 200 чоловік. Щоправда, невдовзі після створення, такі укріплення були залишені. Їх вали існували до кінця XVIII століття .

## Адміністрація
| Список терських воєвод | Список терських воєвод              |
| ---------------------- | ----------------------------------- |
| Острог у гирлі Сунжи   |                                     |
| 1577—1578 рр.          | Л. З. Новосильцев                   |
| Місто в дельті Терека  |                                     |
| 1589 р.                | А. І. Хворостинін (прізв. «Старко») |
| 1590—1596 рр.          | В. Д. Хілков                        |
| 1595—1598 рр.          | Г. І. Долгоруков                    |
| 1598—1601 рр.          | В. І. Бахтеяров-Ростовський         |
| 1601—1602 рр.          | А. Д. Хілков                        |
| 1602—1603 рр.          | В. Кольцов-Масальський              |
| 1613—?                 | П. Головін                          |
| ? —1616—? рр.          | П. Ф. Приклонський                  |
| 1645—1650 рр.          | В. А. Оболенський                   |
| 1697 р.                | М. А. Волконський                   |
| 1698 р.                | М. І. Зоринда                       |